# Municipio de Black (Indiana)
El municipio de Black (en inglés: Black Township) es un municipio ubicado en el condado de Posey en el estado estadounidense de Indiana. En el año 2010 tenía una población de 9450 habitantes y una densidad poblacional de 41,07 personas por km².

## Geografía
El municipio de Black se encuentra ubicado en las coordenadas 37°57′6″N 87°55′6″O / 37.95167, -87.91833. Según la Oficina del Censo de los Estados Unidos, el municipio tiene una superficie total de 230.07 km², de la cual 224.79 km² corresponden a tierra firme y (2.3%) 5.28 km² es agua.

## Demografía
Según el censo de 2010, había 9450 personas residiendo en el municipio de Black. La densidad de población era de 41,07 hab./km². De los 9450 habitantes, el municipio de Black estaba compuesto por el 94.74% blancos, el 2.15% eran afroamericanos, el 0.22% eran amerindios, el 0.34% eran asiáticos, el 0.03% eran isleños del Pacífico, el 0.65% eran de otras razas y el 1.87% pertenecían a dos o más razas. Del total de la población el 1.47% eran hispanos o latinos de cualquier raza.